# 林順之亮
林 順之亮（はやし じゅんのすけ、1965年〈昭和40年〉7月20日 - ）は、Zenken株式会社代表取締役社長

## 人物

### 生い立ち
福岡県北九州市出身。
1989年 語学教育系ビジネスにおける営業会社として起業。
少子化による教育業界の市場成長性を懸念し、家庭のインターネットの普及に目をつけ、教育×IT事業のビジネスモデルを構築、Zenken（旧社名：全研本社にジョインしインターネットテレビ電話を使ったパソコン教室のフランチャイズ事業に着手する。
同事業集客のためのマーケティングメディアを開発し、その後、Zenken内にてコンテンツマーケティングを展開するインターネット事業本部を立ち上げ、ネットマーケティング事業を開始。
WEBマーケティング事業、メディア事業、AI事業、海外留学斡旋などの事業を展開する。
またインド・ベンガルール（旧バンガロール）にある上位ランクの工科系大学など、20以上の大学と連携し、日本企業とインド人エンジニアをつなぐ海外IT人材紹介事業にも着手している。
2013年10月にZenken最年少役員を経て、2014年6月より同社 代表取締役社長に就任。
趣味はゴルフ、スノーボード、社会人アマチュア競技ゴルフにも出場。

### Zenkenとして立ち上げたサービス
2005年　健康食品の原料など　BtoBメディア「健康美容EXPO」
2006年　美容求人に特化した求人メディア「美プロ」
2022年　世界中の優秀なITエンジニアを採用するため人材採用サービス「Yaaay」
2024年　企業口コミサイト「VOiCE」（ボイス）の派生メディア「CEO VOiCE」

## 経歴
1984年 4月  インターナショナルラーニングシステムズジャパンリミテッド入社
1992年 3月  株式会社ライトスタッフ
1997年 4月　株式会社アントレ設立　代表取締役
2001年12月　サイバーイ株式会社 事業部長
2004年11月　株式会社平成健康物語設立（現株式会社シェアリング・ビューティー）　代表取締役
2006年 1月　Zenken（旧社名：全研本社）入社
2013年10月　Zenken 常務取締役
2014年 6月　Zenken 代表取締役（現在
2015年 7月　ハピライズ株式会社(現株式会社サンマリエ)代表取締役
ー

## 出演
- 日本経済新聞 [2]
- 日本証券新聞 [3]
- Youtube [4]
- logmi Finance [5]